# Nikolai Mohr
Nikolai Mohr (* 29. Januar 1987 in Speyer) ist ein deutscher Stuntman und Schauspieler.

## Biografie
1987 wurde Nikolai Mohr als Sohn des Stuntman Michael Mohr in Speyer am Rhein geboren. Schon im Kindesalter sammelte er Erfahrungen am Theater an der Freien Waldorfschule Gladbeck, wo er 2006 sein Abitur absolvierte. Seine erste nennenswerte Rolle spielte er in „der Drache“ von Jewgeni Schwarz am Festspielhaus Recklinghausen. 2005 schrieb er das Drehbuch zu dem erfolgreichen Kurzfilm Jahresarbeit, in dem er neben Luca Zamperoni die Rolle des „Steffen“ spielte.
Sein TV-Debüt gab er in dem ZDF-Zweiteiler Vera, die Frau des Sizilianers unter der Regie von Joseph Vilsmaier 2005.
Bereits 2004 spielte er in dem Kinofilm Mein Bruder ist ein Hund (Regie Peter Timm). 2006 folgte die Rolle des „Steffen“ in der Fernsehserie SK Kölsch unter Regie von Wilhelm Engelhardt.
Seit 2007 stellt er im Movie Park Germany in Bottrop-Kirchhellen in der „Crazy Action Stunt Show“ seine Fähigkeiten als Stuntman und Entertainer unter Beweis.
2008 folgte ein kurzer Auftritt in dem TV-Klassiker Tatort unter der Regie von Buddy Giovinazzo. 2009 spielte er in dem ZDF-Krimi Ein starkes Team unter Regie von Martin Kinkel den jungen Carsten Bubenberger.

## Filmografie (Auswahl)

### Kino
- 2004: Mein Bruder ist ein Hund

### Fernsehen
- 1995: Hallo, Onkel Doc!
- 2005: Vera, die Frau des Sizilianers
- 2006: SK Kölsch – Dunkle Geschäfte
- 2008: Tatort: Platt gemacht (Fernsehreihe)
- 2009: Ein starkes Team – Dschungelkampf
- 2014: Tatort: Ohnmacht (Fernsehreihe)
- 2015: Rentnercops – Das Würfelspiel
- 2019: Der Staatsanwalt – Rätselhafter Überfall
- 2022: Wilsberg – Fette Beute (Fernsehreihe)
- 2023: Tatort: Love is Pain (Fernsehreihe)

### Kurzfilme
- 2005: Jahresarbeit

## Theater/Show
- 1993 bis 2006 Freie Waldorfschule Gladbeck
- 1998 Ruhrfestspielhaus Recklinghausen „Der Drache“
- 2008–2010 Movie Park Germany „Crazy Action Stunt Show“